# Konrad Witz

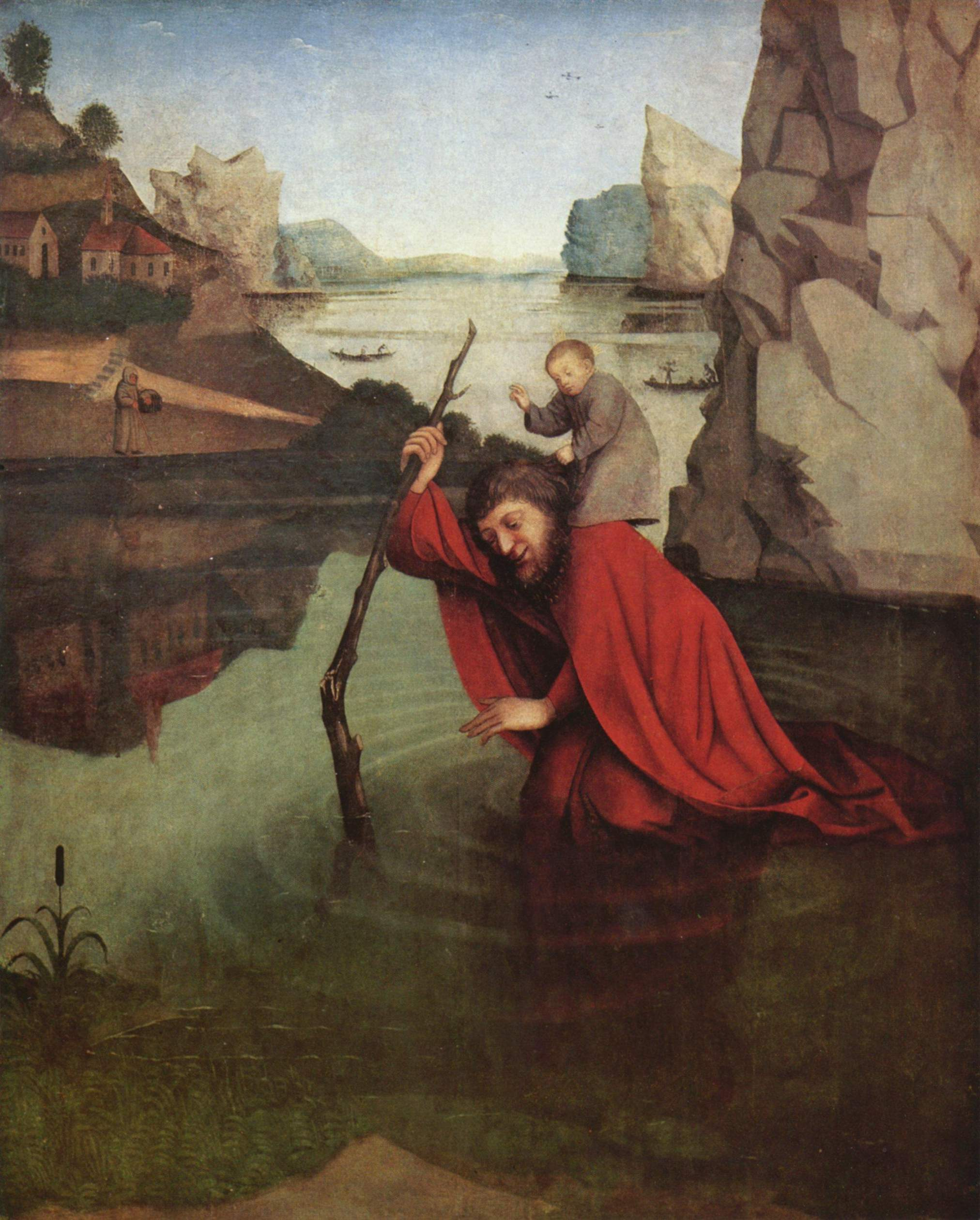
Konrad Witz, Svatý Kryštof 1435

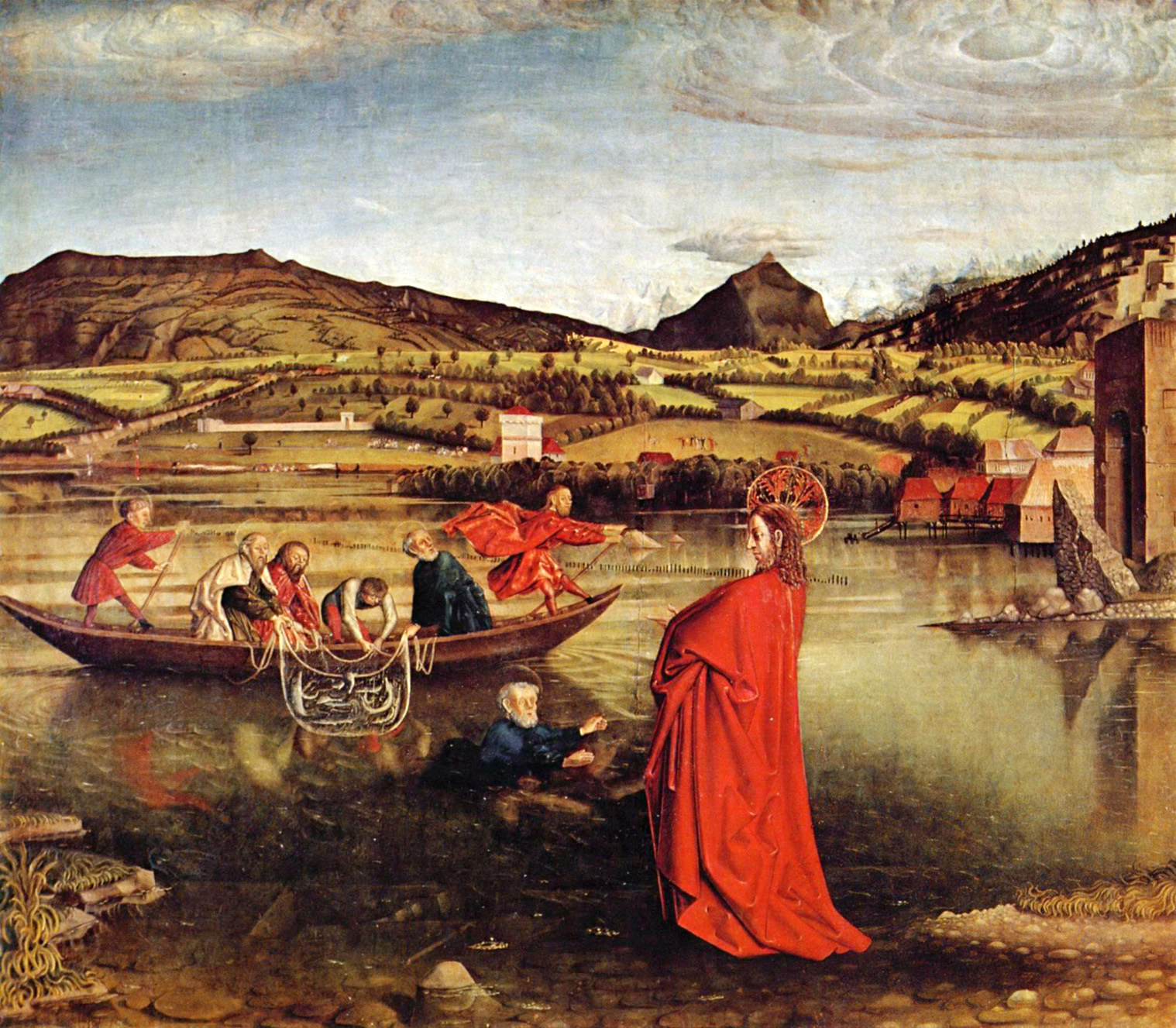
Konrad Witz, Zázračný rybolov 1444

Konrad Witz (* 1400/1410, pravděpodobně Rottweil – 1445/1446, Basel) byl německý gotický malíř.

## Život
Podle posledních historických výzkumů se předpokládá, že Konrad Witz jako tovaryš pobýval v Burgundsku a Nizozemsku a cestoval také do Ferrary a Florencie.
Do Basileje přišel roku 1434, patrně přitahován mezinárodním prostředím spojeným s koncily, a byl přijat do místního cechu. V Basileji byl v blízkém kontaktu s malířem Nicolausem Ruschem, který předtím pracoval v Dijonu a znal dílo Clause Slutera. Z roku 1435 je doklad o udělení občanství v Basileji, 1443 o koupi domu. Byl také členem cechu sv. Lukáše. Poslední datace jeho díla je z roku 1444. Jeho manželka Uršula je uváděna roku 1447 jako vdova.

## Dílo
Konrad Witz je jedním z nejradikálnějších novátorů gotické malby. Dává přednost architektonické formě a prostorové iluzi s využitím účinků světla před ornamentální zdobností "měkkého stylu" mezinárodní gotiky. Witzovy figury se vyznačují sochařským citem pro formu. Jeho mistrovským dílem je Oltář sv. Petra, který vytvořil na objednávku ženevského biskupa Françoise de Mies. Obraz Zázračný rybolov je zřejmě první zobrazení skutečné krajiny v historii malby. Je na něm Ženevské jezero s horou Mont Salve takové, jak ho znali tamější obyvatelé. Také figury na obraze nejsou idealizované a důstojná a pevná postava Krista připomíná Masaccia.
Voda na jeho obrazech je zázračně průhledná a jsou v ní vidět odrazy okolní krajiny a rozbíhající se kola. Obraz se svatým Kryštofem je vizuálním ekvivalentem nového mysticismu pozdního středověku a subjektivistických náboženských směrů. Witz také velmi věrně zobrazuje materiály, včetně odlesků světla na brnění.
Jeho oltář Zrcadlo spásy se vztahuje k latinským rýmovaným textům německých dominikánů, které popisují dějiny spásy pro laiky (Speculum Humanae salvationis) a byly populární od pozdního středověku.

### Známá díla
- 1435 Svatý Kryštof, Kunstmuseum Basel
- 1435 Retábl Zrcadlo spásy (Miroir du salut, něm. Heilsspiegelaltar), Kunstmuseum Basel
- část: Císař Augustus a Sibylla Tiburská, Musée des Beaux-Arts, Dijon
- část: Svatý Augustin, Musée des Beaux-Arts, Dijon
- část: Král Šalamoun a Královna ze Sáby, Gemäldegalerie der Staatlichen Museen, Berlín
- 1440 Sv. Maří Magdaléna a sv. Kateřina, Musée des Beaux-Arts, Strasbourg
- 1440 Zvěstování, Germanisches Nationalmuseum Nürnberg
- 1444 Zázračný rybolov, fragment oltáře z katedrály sv. Petra v Ženevě, Musée d'Art et d'Histoire, Ženeva